# Athènes-Helsinki
Athènes-Helsinki est un film de court-métrage de Stéphane Allagnon, diffusé en 2002.

## Synopsis
Dans une grande cité de logements, en plein été, un employé de magasin photo traverse une bonne crise de remise en question. Il vole et collectionne les photos de ses clients, s'interrogeant à travers elles sur les motivations et raisons de vivre de chacun. La rencontre d’une jeune femme qui habite une tour voisine apporte une réponse limpide à ses interrogations.

## Fiche technique
- Scénario, réalisation, production : Stéphane Allagnon
- Image : Pénélope Pourriat
- Montage : Sébastien de Sainte-Croix
- Installation photo : Aude Allagnon
- Musique : CZ Technology (Stéphane Allagnon)
- Durée : 13 minutes

## Distribution
- Mathias Gavarry : Luc
- Oanh N'Guyen : Xuan
- Mai Linh N'Guyen : Mai Linh
- Alban Guitteny : Le collègue
- Nathalie Lacroix : La cliente
- Christophe Crespin : Le directeur

## Autour du film
- Le film a été tourné dans le quartier des Olympiades à Paris.
- Le film a été diffusé sur France 2.